# Сарби (Хунедоара)
Сарби (рум. Sârbi) насеље је у Румунији у округу Хунедоара у општини Илија. Oпштина се налази на надморској висини од 210 m.

## Историја
Насеље је добило назив по Србима који ту живе вековима. Место се први пут помиње и под именом "Zerbfalva" 1484. године, од 1715. године "Сирб" (Србин).
Ту је стара дрвена црква посвећена Св. арханђелима Михаилу и Гаврилу из 1702. године.

## Становништво
Према подацима из 2002. године у насељу је живело 496 становника, од којих су сви румунске националности.